# Baron Kennet
Baron Kennet, of the Dene in the County of Wilts, ist ein erblicher britischer Adelstitel in der Peerage of the United Kingdom.

## Verleihung
Der Titel wurde am 15. Juli 1935 für (Edward) Hilton Young geschaffen. Dieser war 20 Jahre Mitglied des House of Commons und zuletzt Gesundheitsminister gewesen. Er hatte zunächst der Liberal Party, später dann der Conservative Party angehört.

## Weitere Titelansprüche
Der erste Baron war der jüngste Sohn von Sir George Young, 3. Baronet. Daher steht der jeweilige Baron in der Erbfolge für den 1813 geschaffenen Titel Baronet, of Formosa Place in the County of Berkshire, der zur Baronetage of the United Kingdom gehört.

## Liste der Barone Kennet (1935)
- (Edward) Hilton Young, 1. Baron Kennet (1879–1960)
- Wayland Hilton Young, 2. Baron Kennet (1923–2009)
- William Aldus Thoby Young, 3. Baron Kennet (* 1957)

Titelerbe ist der Sohn des jetzigen Barons, Hon. Archibald Wayland Keyes Young (* 1992).